# Jaguar Mark X
O Jaguar Mark X (Mark Ten), mais tarde renomeado Jaguar 420G, foi o sedã topo de linha do fabricante britânico Jaguar por uma década, de 1961 a 1970. O grande e luxuoso Mark X não só sucedeu ao Mark IX como o modelo sedã topo de gama da empresa, mas rompeu radicalmente com o estilo e a tecnologia do seu antecessor.
Do ponto de vista do design industrial, com as laterais em laje, mas também com formato de fuselagem, Mark Ten foi um carro marcante para a Jaguar ao introduzir o painel frontal e a grade verticais, muitas vezes ligeiramente inclinados para a frente, flanqueados por faróis redondos quádruplos proeminentes. Quando a Jaguar substituiu toda a sua gama de sedãs por um único modelo novo no final da década de 1960 – o XJ6 resultante de 1968 utilizou o Mark Ten como modelo – embora com um tamanho reduzido.
A grelha dianteira semelhante e os faróis quádruplos redondos definiram a maior parte dos sedãs Jaguar durante quase meio século, até 2009 – o último ano da 3ª geração da série XJ e do Jaguar X-Type. Além disso, a Jaguar não construiu outro carro tão grande quanto o Mark Ten e 420G pelo resto do século, até a versão LWB dos Jaguar XJ 2003.
Introduzido um ano após o icônico carro esportivo E-Type da Jaguar, o Mark X impressionou ao copiar grande parte da tecnologia, inovações e especificações do E-Type. Ao contrário dos seus antecessores, o carro foi modernizado com carroceria unitária integrada - a maior do Reino Unido na época - bem como com freios a disco nas quatro rodas e suspensão traseira independente do Jaguar, inédita nos carros de luxo britânicos do início dos anos 1960. Combinado com o motor de 3,8 litros com carburador triplo instalado no E-Type, deu ao carro-chefe da Jaguar uma velocidade máxima de 193 km/h e dirigibilidade capaz por menos da metade do preço do contemporâneo Rolls-Royce Silver Cloud.
Apesar da aclamação da imprensa de ambos os lados do Atlântico e das esperanças da Jaguar de atrair chefes de estado, diplomatas e estrelas de cinema, visando principalmente o grande e próspero mercado dos EUA, o Mark X nunca atingiu as suas metas de vendas. O mais raro agora é o Mark X com motor de 4,2 litros, já que apenas 5.137 foram construídos e poucos sobreviveram.